# 45298 Williamon
45298 Williamon è un asteroide della fascia principale. Scoperto nel 2000, presenta un'orbita caratterizzata da un semiasse maggiore pari a 3,0778657 au e da un'eccentricità di 0,1594260, inclinata di 10,06007° rispetto all'eclittica.
L'asteroide è dedicato all'astronomo americano Richard Williamon.